# Mausoleo de Sheikh Juneyd

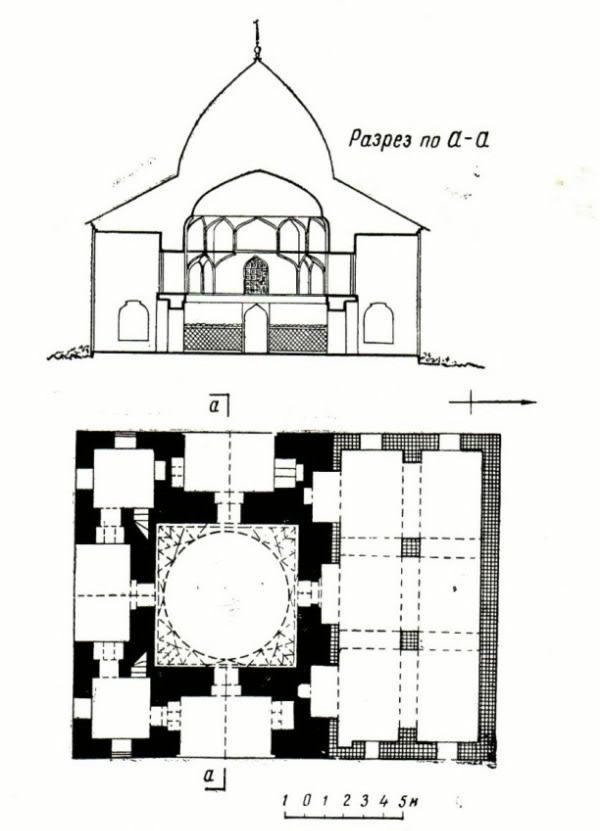
Planta y sección del edificio

El mausoleo de Sheikh Juneyd (en azerí: Şeyx Cüneyd türbəsi) es un mausoleo de Azerbaiyán situado en el pueblo de Hazra, en el raion de Qusar, no lejos de la frontera de Azerbaiyán con Daguestán, en Rusia. Como es obvio, honra la memoria de Shaikh Junayd Safaví, jeque de la tariqa Safaviyya entre 1447 y 1460.
De la historia del período de lucha entre los jeques shirvanshahs y los de Ardabil se sabe, que Sheikh Juneyd —abuelo del futuro fundador de la dinastía safávida,  Ismail I— pereció en el campo de batalla con el ejército de Khalilullah en 1456 y fue enterrado allí. La construcción del mausoleo sobre su tumba se llevó a cabo mucho más tarde. Una ligadura en la fachada norte es parte de las complejas evidencias al respecto. La investigación sobre el edificio muestra que una parte de su estructura, donde la ligadura de la construcción se encuentra ahora, se unió a la construcción del mausoleo más tarde. 

## Imágenes
Mausoleo 

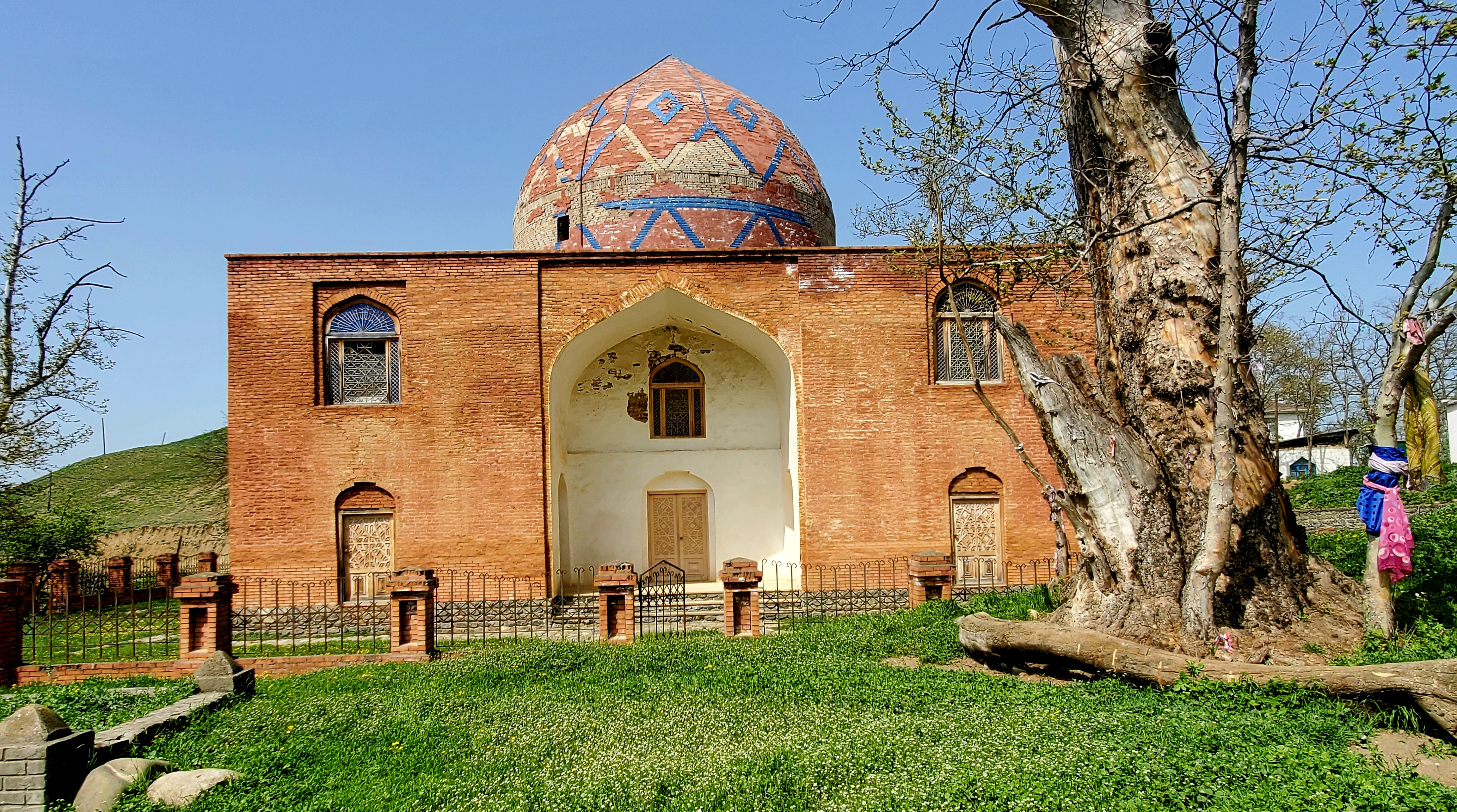
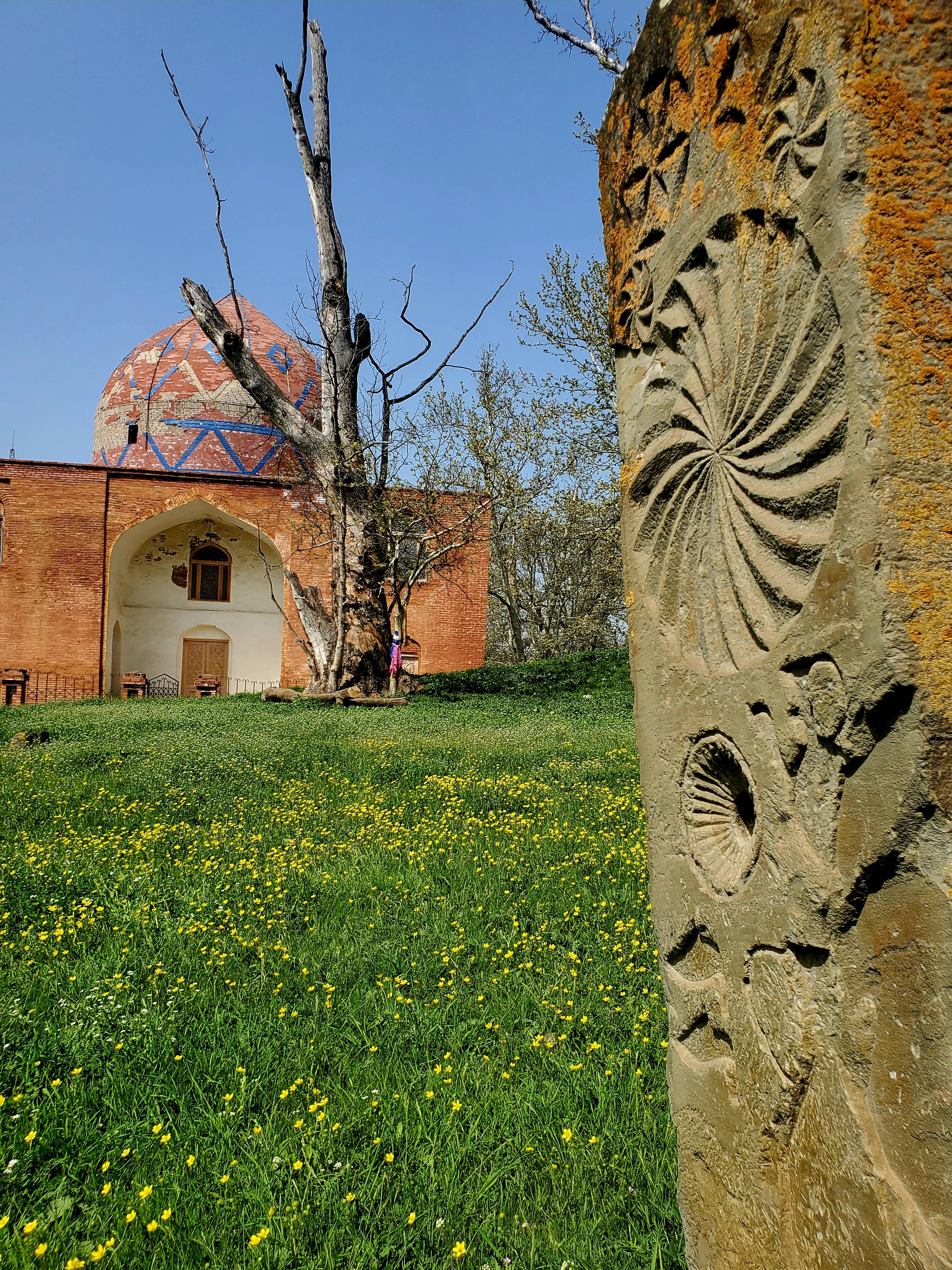
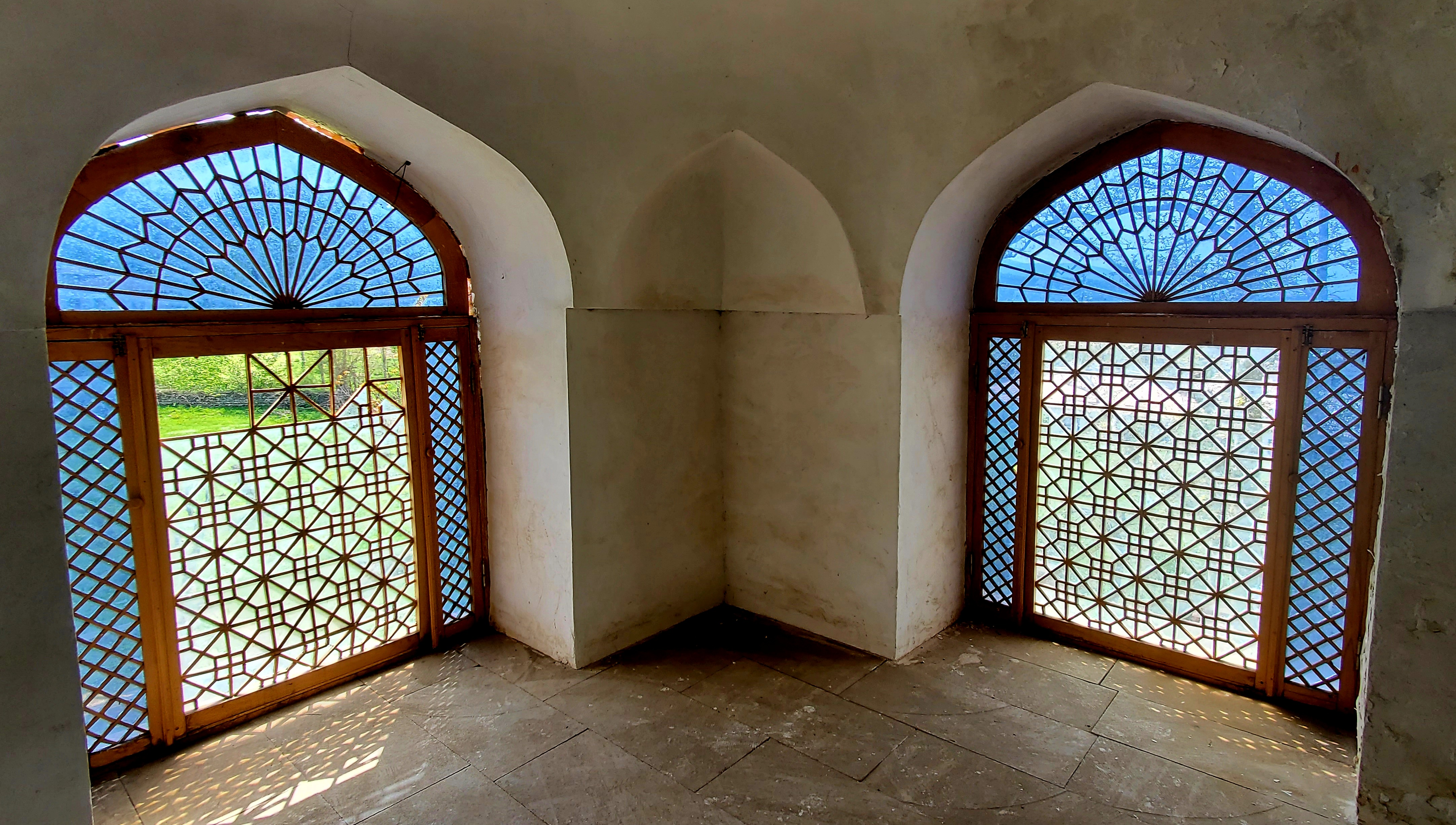
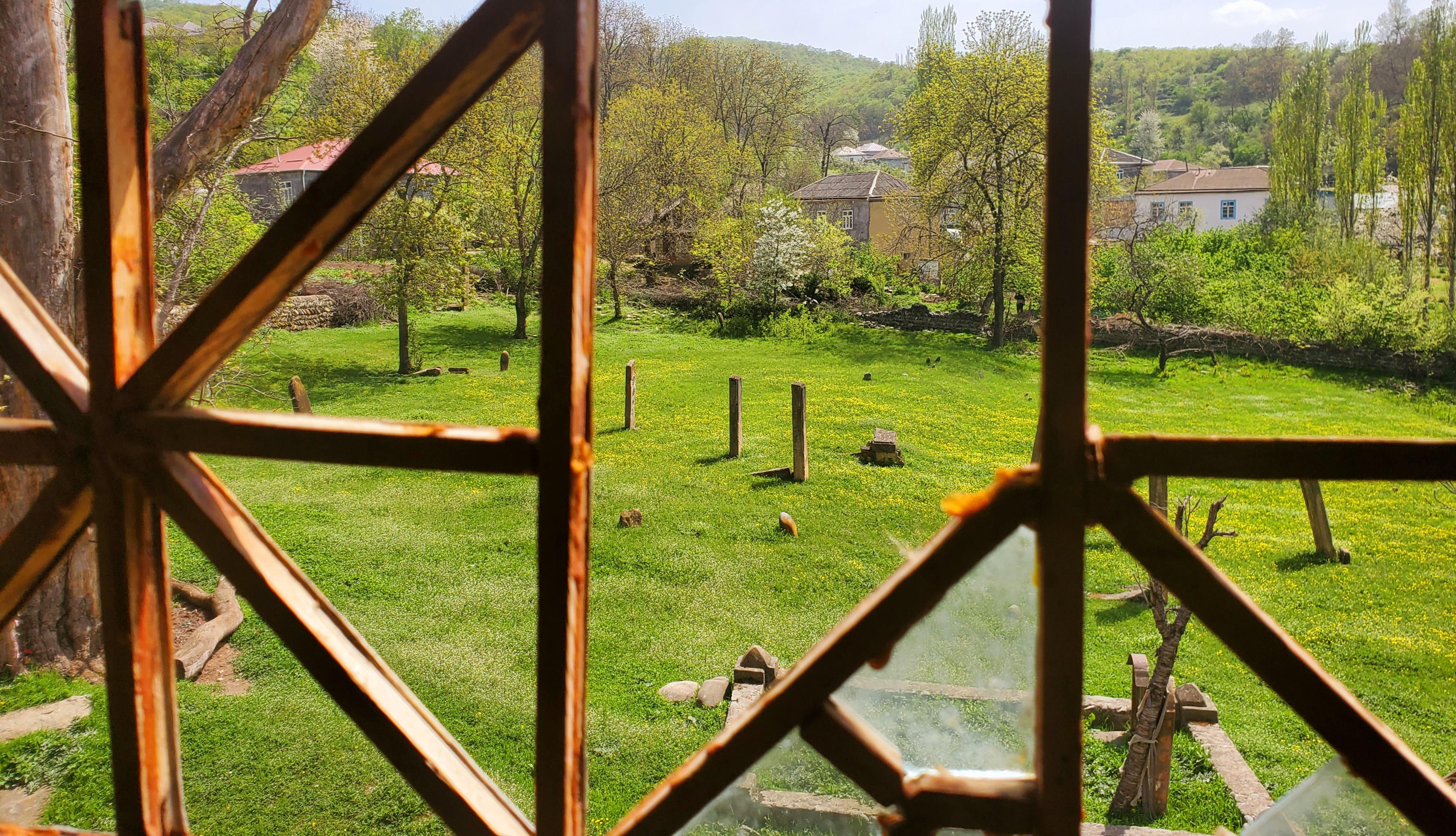
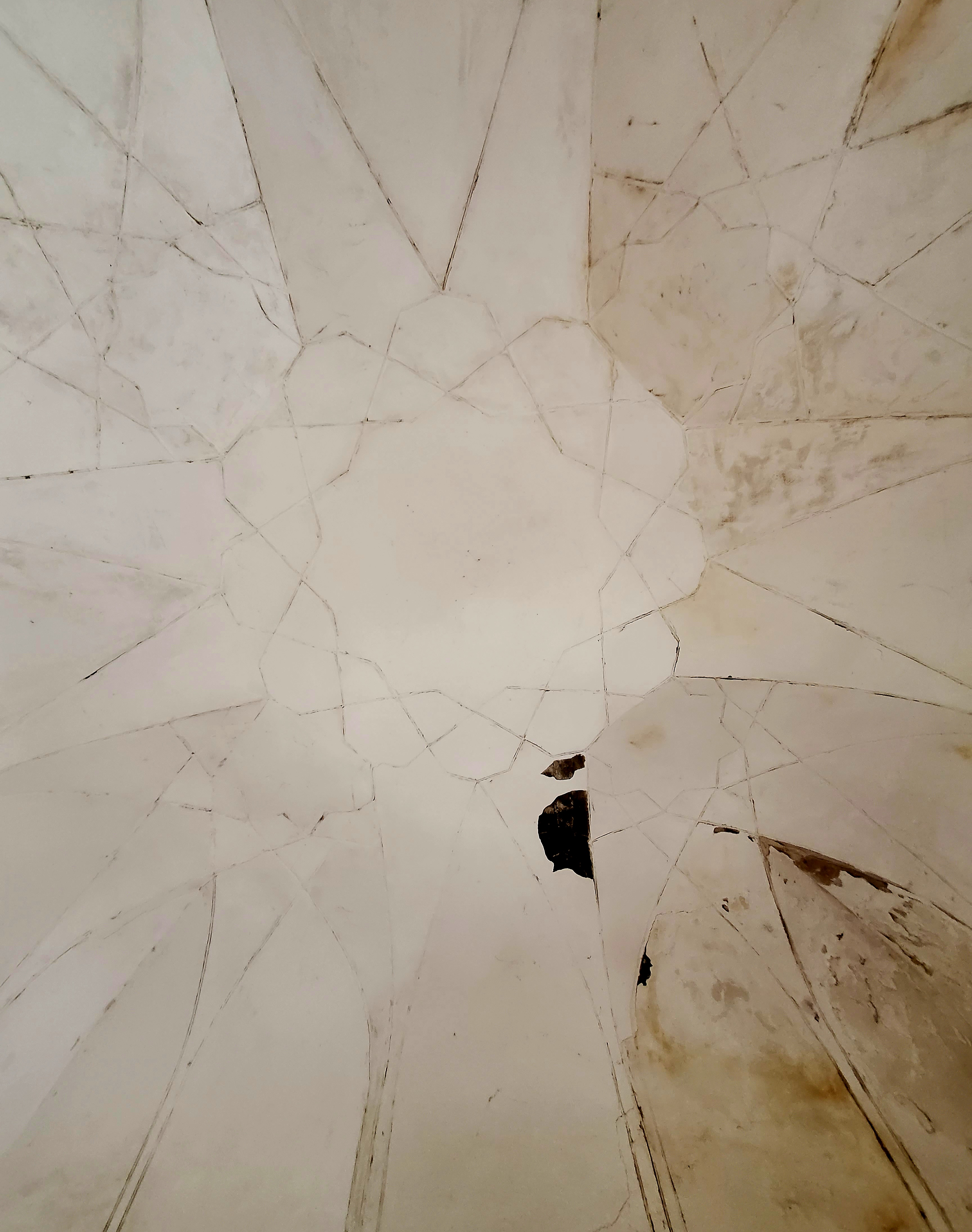
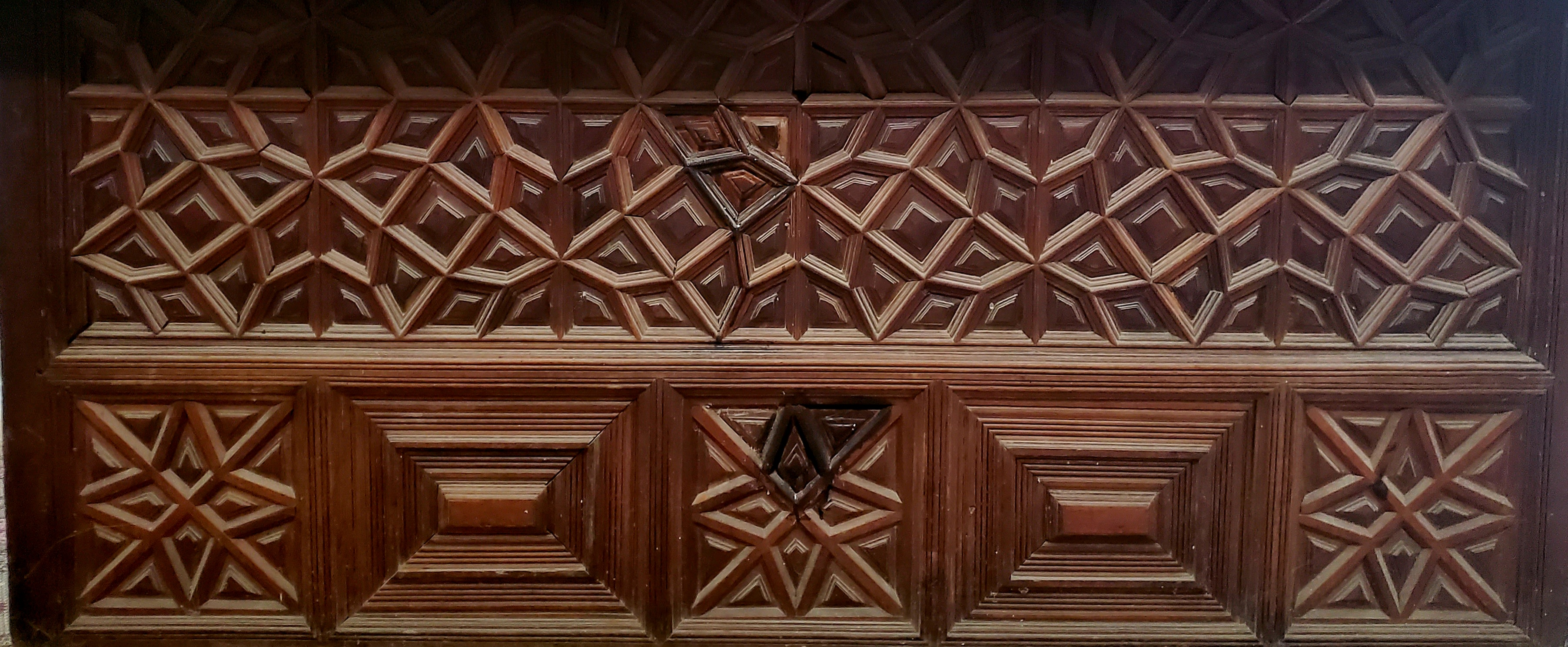
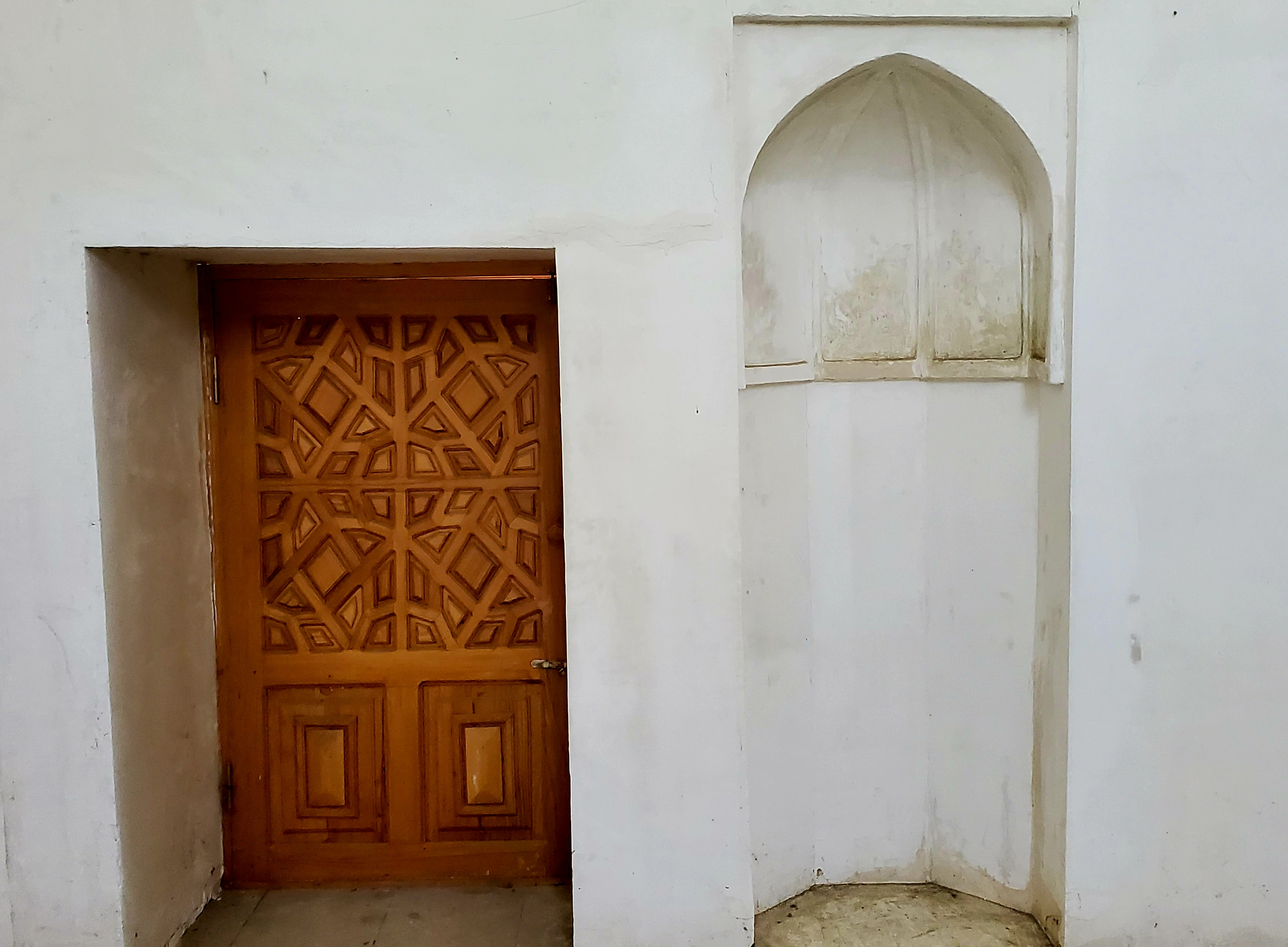
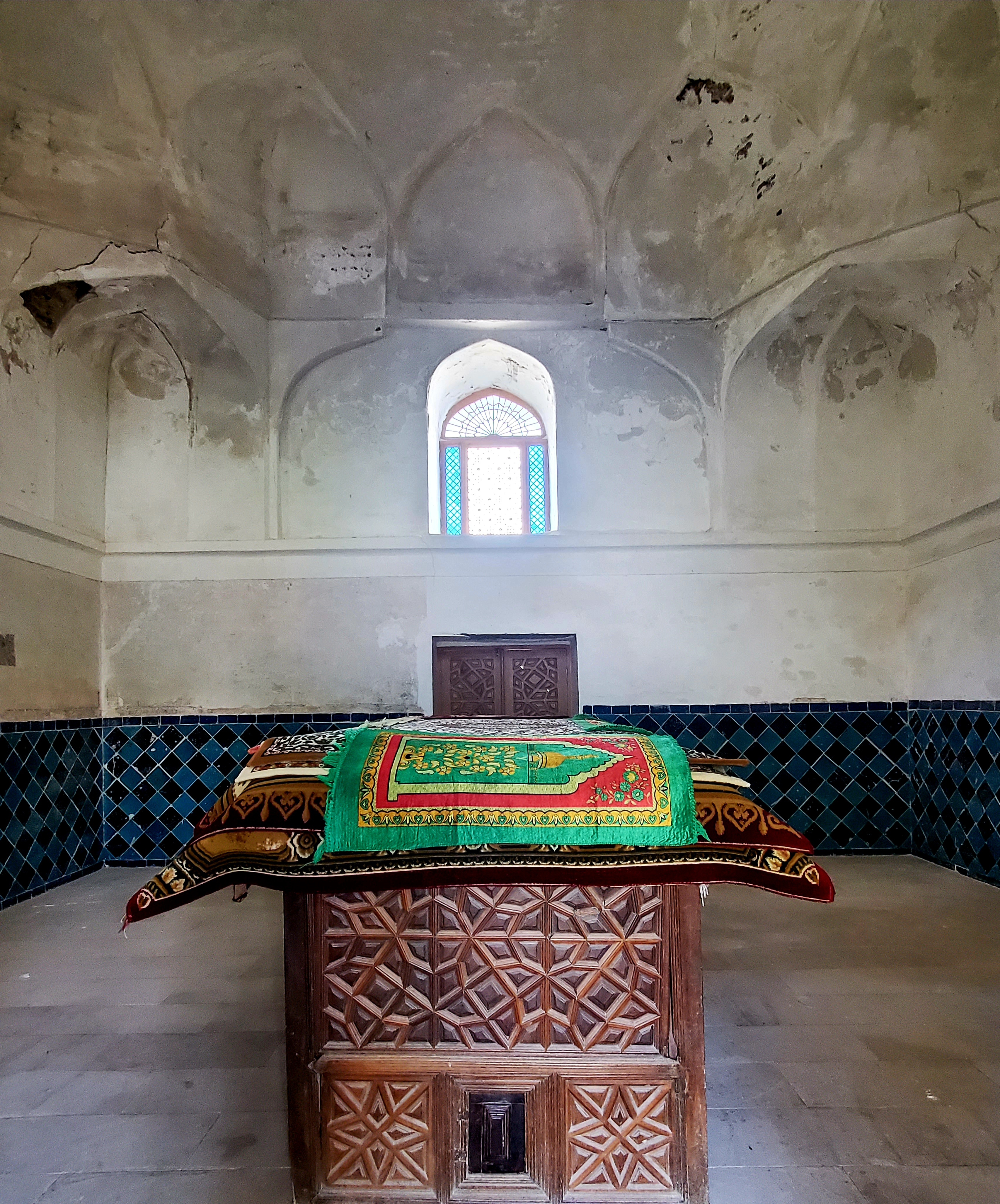

Tumbas en el territorio del mausoleo.

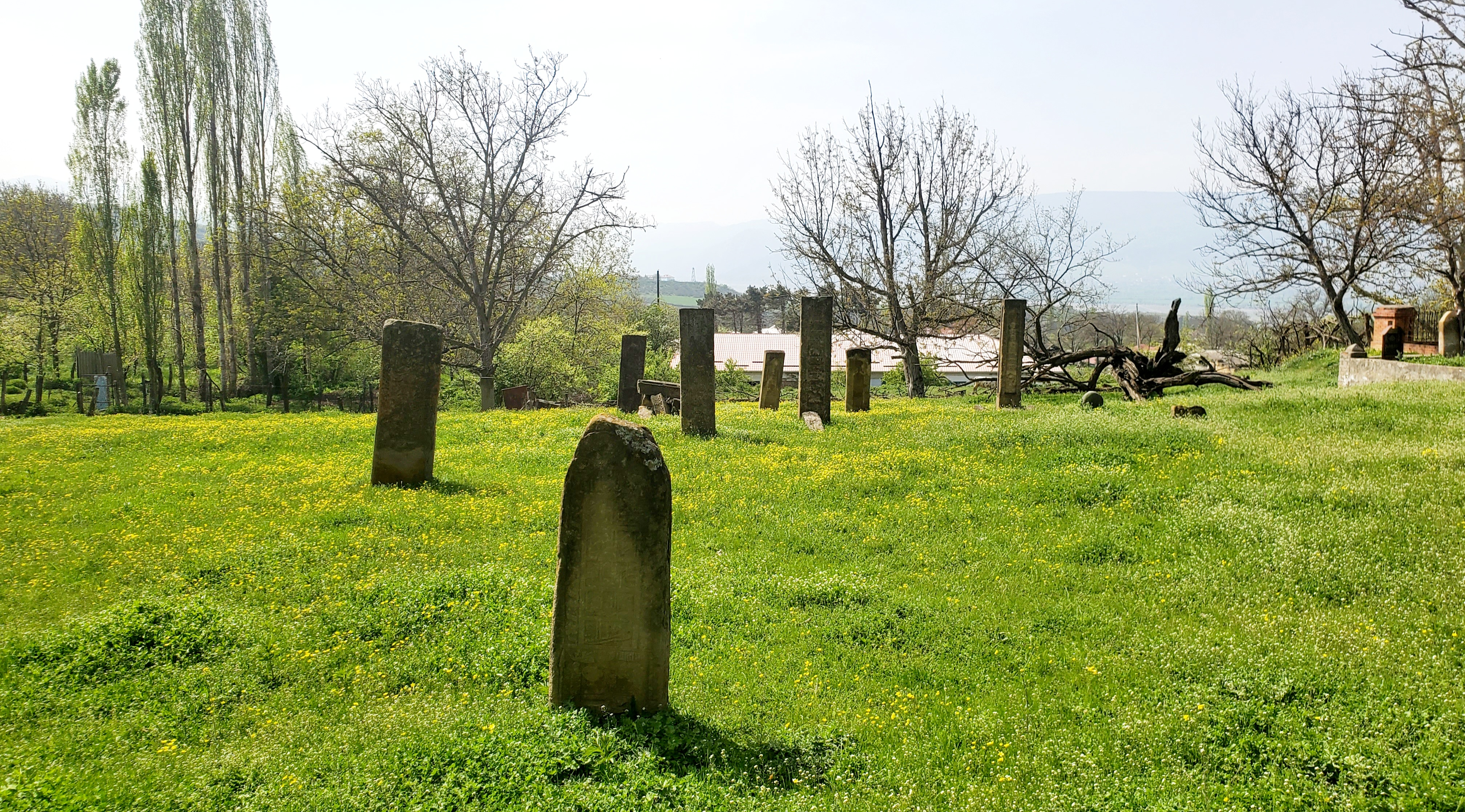
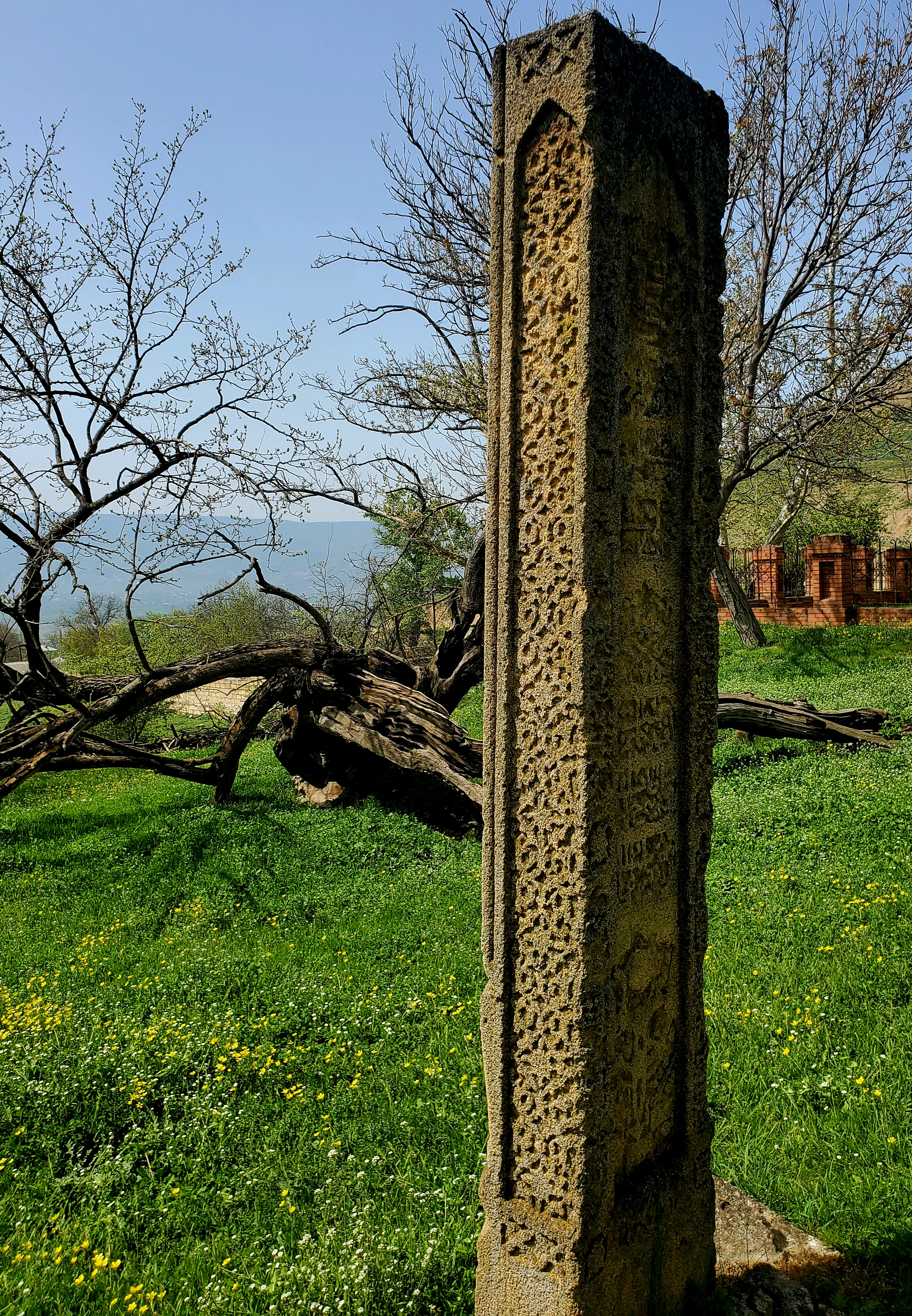
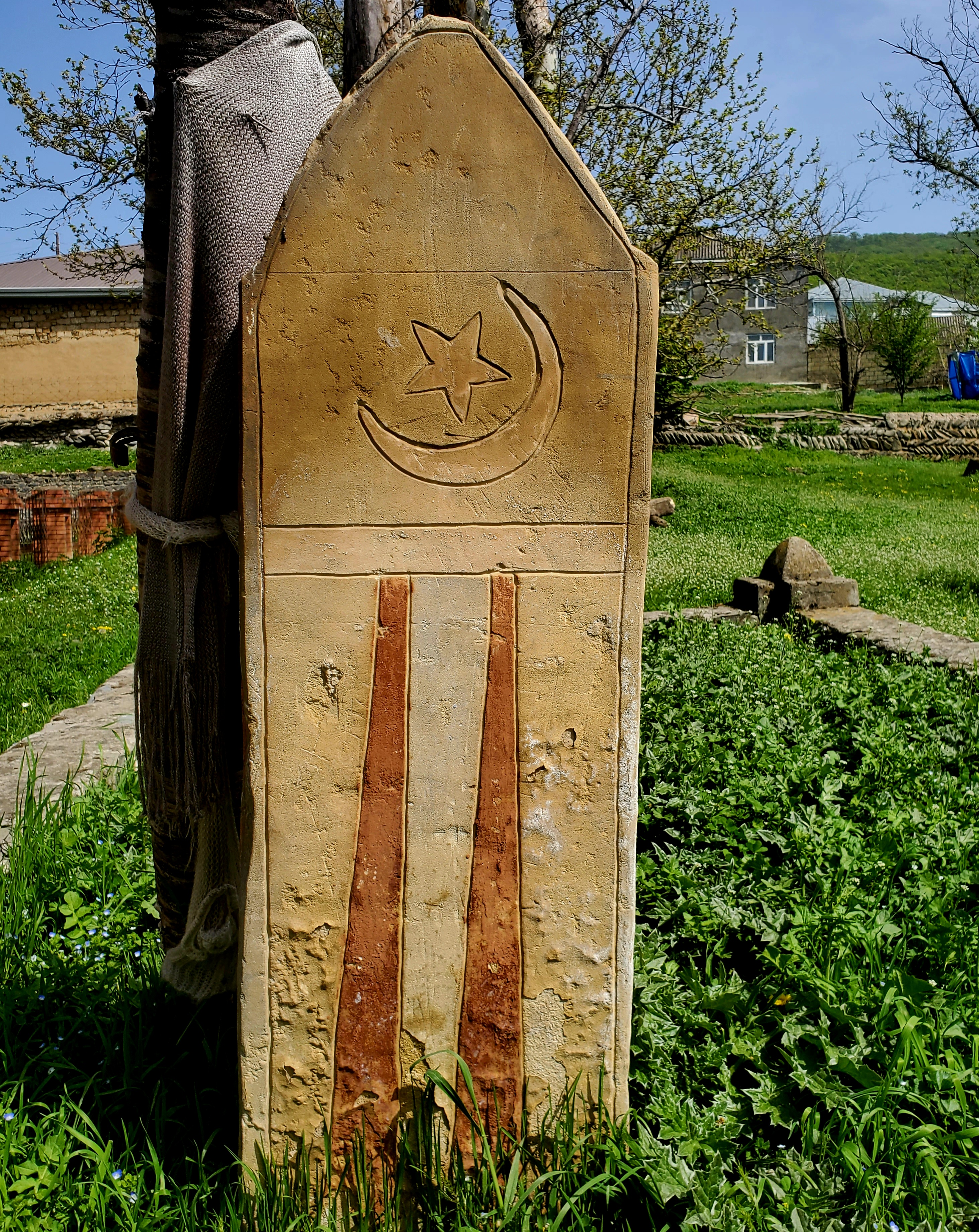
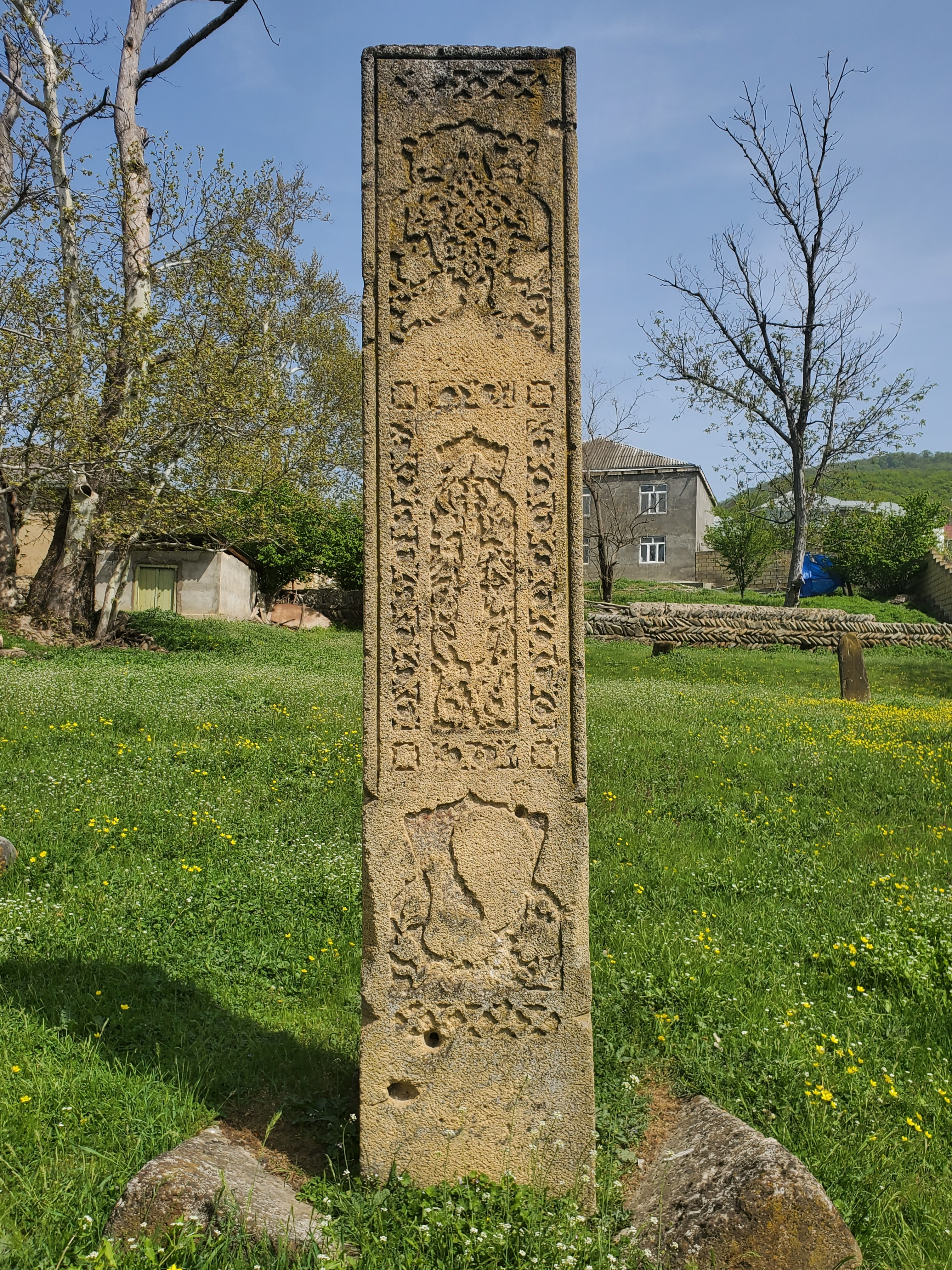
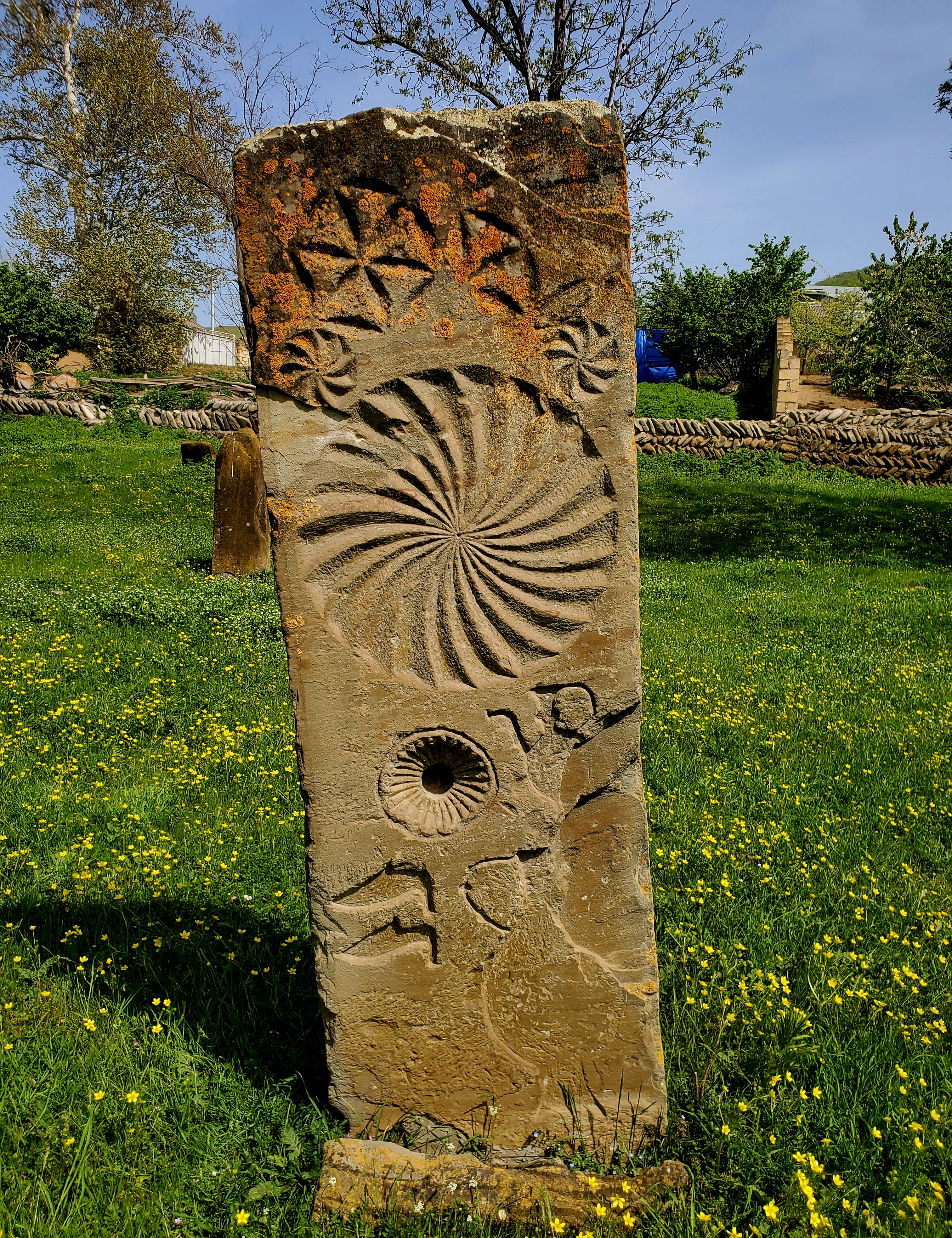
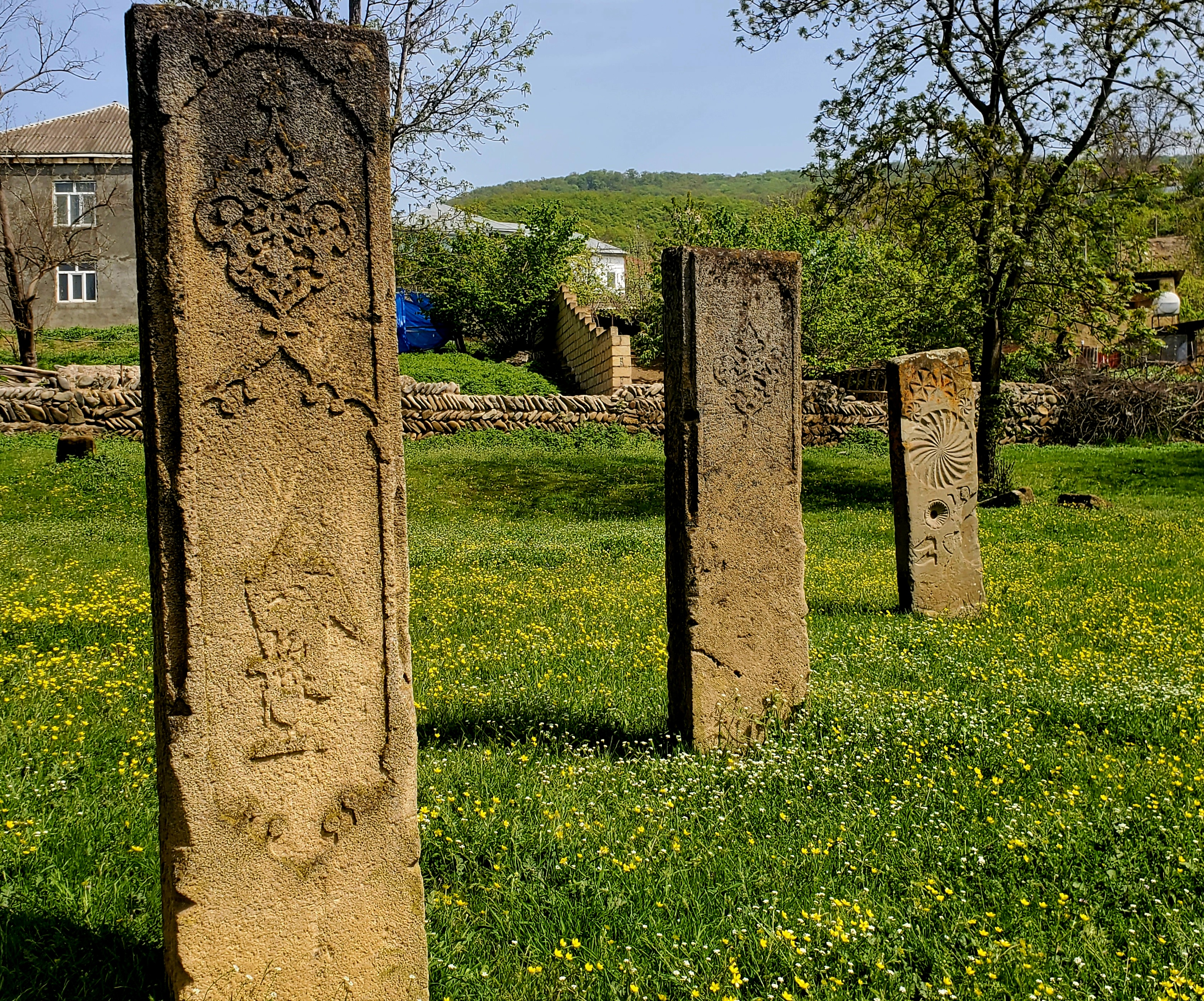
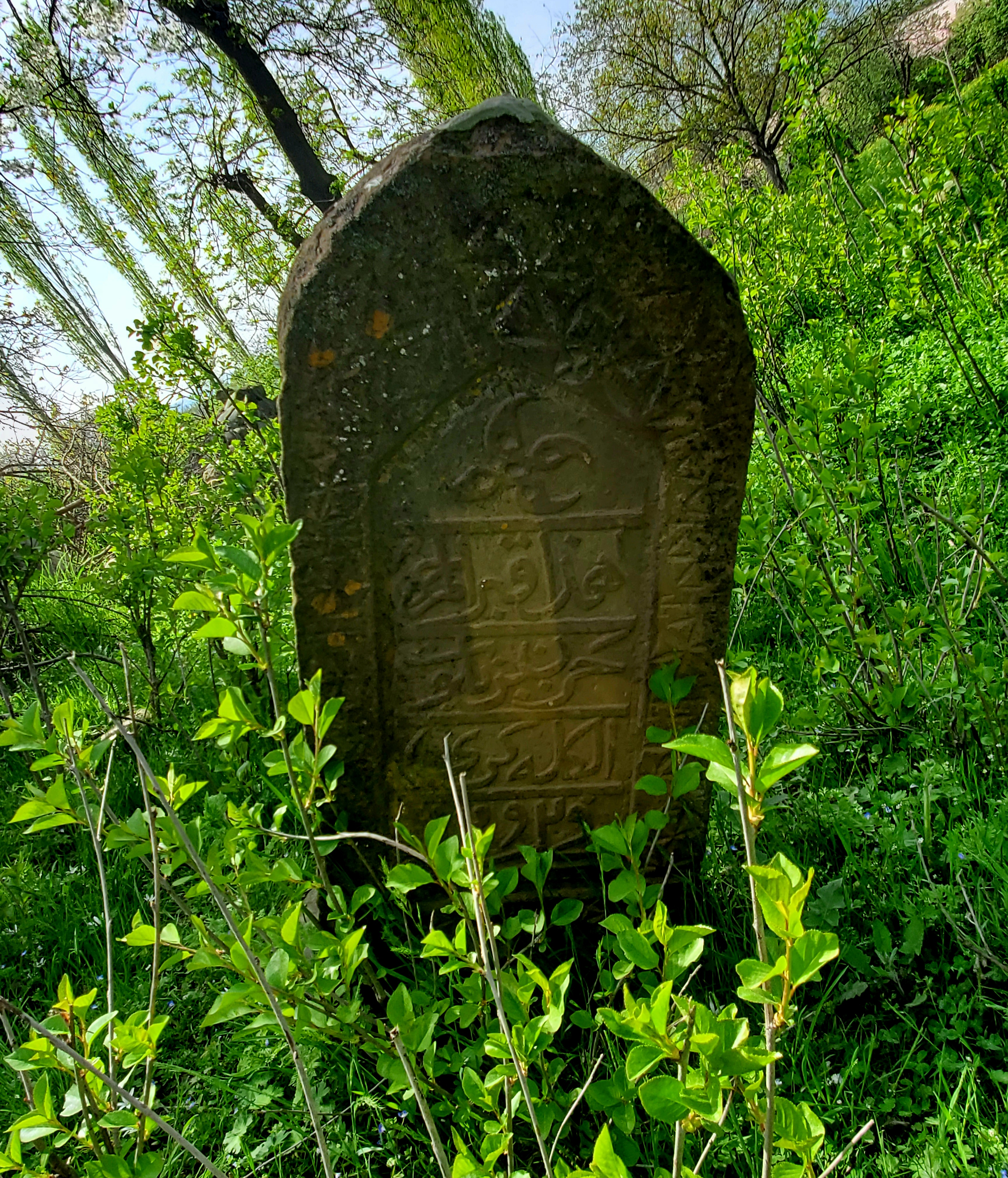
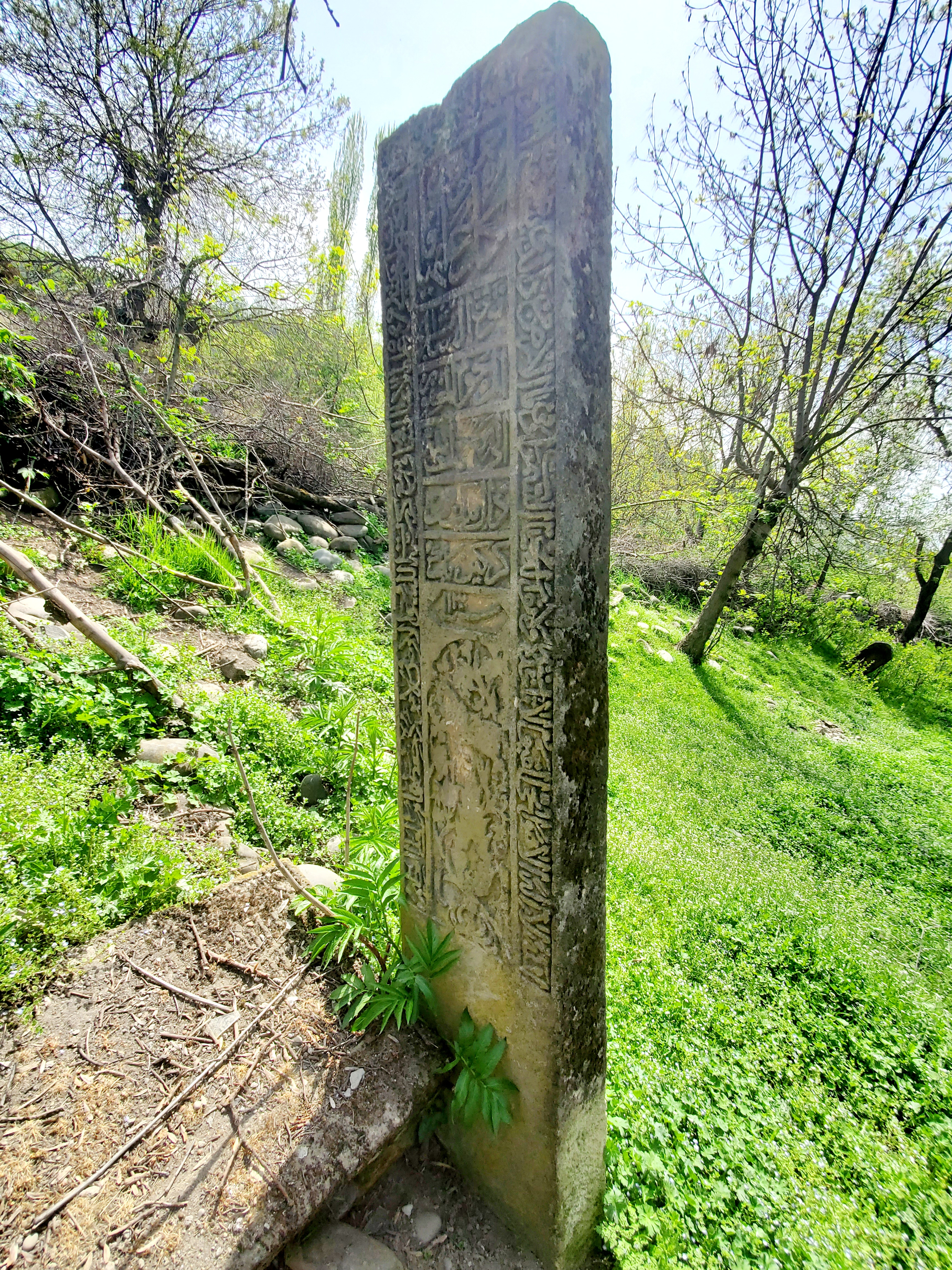